# Caledonios (Escocia)

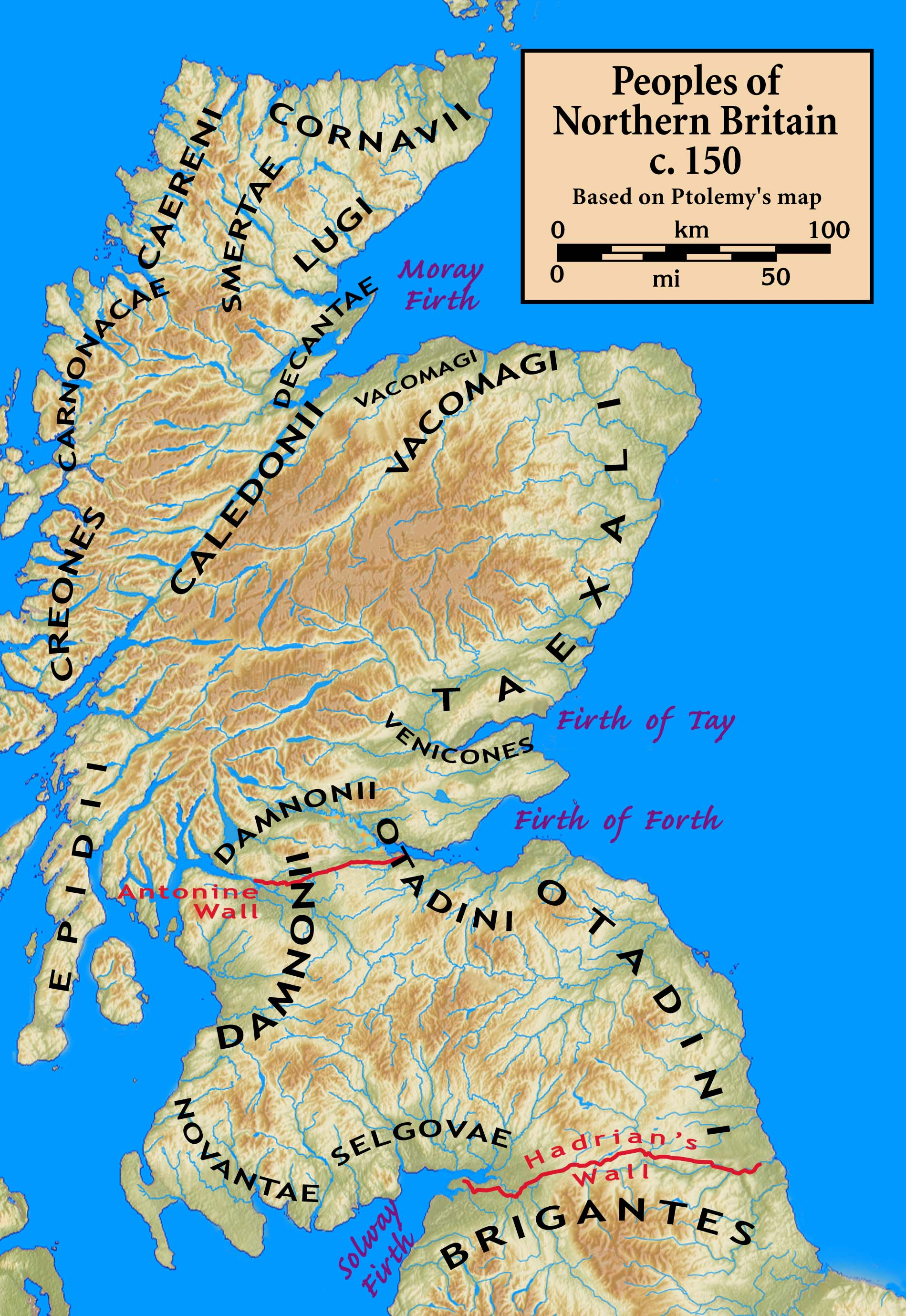
Pueblos prerromanos de Caledonia.

Los caledonios (en latín: caledones) o Confederación caledonia fueron un grupo de pueblos celtas que habitaron Escocia en la Edad del Hierro. Los romanos, enemigos de los caledonios, llamaron Caledonia al territorio ocupado por estos. Eran granjeros y guerreros y construyeron castros al estilo celta. Los romanos nunca llegaron a controlar del todo su territorio, pese a numerosas tentativas. El historiador británico Peter Salway los considera un remanente de tribus indígenas pictas cuya población se vio incrementada repentinamente por las migraciones desde el sur de Gran Bretaña, una vez que los romanos asentaron su provincia de Britania.